# (541115) 2018 RG16
(541115) 2018 RG16 es un asteroide perteneciente al cinturón de asteroides descubierto el 15 de marzo de 2012 por el equipo del Mount Lemmon Survey desde el Observatorio del Monte Lemmon, Arizona, Estados Unidos.

## Designación y nombre
Designado provisionalmente como 2018 RG16.

## Características orbitales
2018 RG16 está situado a una distancia media del Sol de 2,667 ua, pudiendo alejarse hasta 3,033 ua y acercarse hasta 2,300 ua. Su excentricidad es 0,137 y la inclinación orbital 14,39 grados. Emplea 1591,01 días en completar una órbita alrededor del Sol.

## Características físicas
La magnitud absoluta de 2018 RG16 es 17. 